# Vere Beauclerk
Vere Beauclerk (ur. 14 lipca 1699, zm. 21 października 1781 w Londynie) – brytyjski arystokrata i polityk, trzeci syn Charlesa Beauclerka, 1. księcia St Albans (nieślubnego syna Karola II Stuarta) i lady Diany de Vere, córki 20. hrabiego Oxford.
Służył w Royal Navy. W lutym 1731 r. został dowódcą HMS „Anglesea” i pozostawał na tym stanowisku do 1739 r. Później został awansowany do rangi admirała.
13 kwietnia 1736 r. w Londynie, poślubił Mary Chambers (przed 1721 – 21 stycznia 1783), córkę Thomasa Chambersa i lady Mary Berkeley, córki 2. hrabiego Berkeley. Vere i Mary doczekali się razem czterech synów i dwóch córek:
- Vere Beauclerk (12 stycznia 1737 – 26 grudnia 1739)
- Chambers Beauclerk (22 lutego 1738 – 16 lipca 1747)
- Sackville Beauclerk (12–25 kwietnia 1739)
- Aubrey Beauclerk (3 czerwca 1740 – 9 lutego 1802), 5. książę St Albans i 2. baron Vere of Hanworth
- Elisabeth Beauclerk (ur. i zm. lipiec 1742)
- Mary Beauclerk (4 grudnia 1743 – 13 stycznia 1812), żona lorda Charlesa Spencera, miała dzieci

Od 1726 r. zasiadał w Izbie Gmin jako deputowany z okręgu Windsor. W 1741 r. zmienił okręg wyborczy na Plymouth. Po swoim odejściu na emeryturę w 1750 r. otrzymał parowski tytuł barona Vere of Hanworth i zasiadł w Izbie Lordów.
Lord Vere był jednym z pierwszych wiceprzewodniczących londyńskiego Founding Hospital, zajmującego się porzuconymi dziećmi. Na tym bezpłatnym stanowisku służył w latach 1739–1756 i 1758–1767.